# Carlos Alcántara (actor)
Carlos Alberto Alcántara Vilar (Lima, 12 de noviembre de 1964), también conocido como Cachín, es un actor, comediante y productor peruano de cine y televisión. Es reconocido principalmente por interpretar a Machín Cárcamo en la serie Pataclaun (1997-1999), además de protagonizar la película ¡Asu mare! (2013) y sus secuelas ¡Asu mare! 2 (2015), ¡Asu mare! 3 (2018) y ¡Asu mare!: los amigos (2023).
Es hijo de Isabel Vilar. Alcántara vivió en la Unidad Vecinal de Mirones en el distrito de Lima. Durante su etapa de educación primaria estuvo en el Colegio Parroquial Santísima Trinidad y terminó sus estudios en el Colegio Nacional Hipólito Unanue. Proviene de una familia de clase obrera criolla. Llegó a declarar en una entrevista que fue vendedor de electrodomésticos en la desaparecida Feria del Hogar.

## Carrera
Hijo de Luis Fernando Alcantara de la Fuente Chávez y Rosa Isabel Vilar Bazay. Alcántara ingresó al Club de Teatro de Lima, donde estuvo en obras como La malquerida, Los tres mosqueteros, Cuatro historias de alquiler, La mujer del año y Viva el duque nuestro dueño. En el Club de Teatro tenía de compañera a July Naters, quien le dirigió en Pataclaun en la ciudad, y seguidamente en Pataclaun enrollado y Pataclaun busca pareja.
Entre 1990 y 1991 condujo el programa Yan Ken Po junto a Gloria María Solari y Johanna San Miguel. Luego, en 1993 conjuntamente con Sergio Galliani y Marisol Aguirre fue uno de los conductores fundadores del programa Locademia de TV. Sin embargo, de manera sorpresiva al cabo de dos meses renunció al mismo.
Alcántara estuvo en Patacláun (1997-1999) de la televisora Frecuencia Latina interpretando a Machín Alberto Cárcamo Matute, esto debido a las obras de teatro de la asociación cultural Patacláun.
Estuvo en Muerto de amor (2002), Ojos que no ven de Francisco J. Lombardi (2003), Polvo enamorado (2003) y Doble juego (2004). También estuvo en Lobos de mar (2005). Alcántara incursionó en diversos proyectos televisivos, incluyendo el magacín Lima limón, hasta que inició la miniserie de televisión La gran sangre, la cual fue emitida por Frecuencia Latina, teniéndolo como principal personaje de la saga donde representaba a El dragón, personaje que manejaba con dominio las artes marciales y era el líder de una asociación de héroes urbanos junto con "Mandril" (Pietro Sibille) y "Tony Blades" (Aldo Miyashiro). Finalizó el proyecto participando en La gran sangre: la película en 2007.
Alcántara empezó a presentar su show unipersonal Asu Mare en 2007, iniciado en el show bar Satchmo. Con este espectáculo, en los siguientes años realizó presentaciones en el interior del país y para la comunidad peruana en el extranjero. También actuó en el sitcom El santo convento producido por July Naters.
Alcántara concursó en la primera temporada del reality show de baile Bailando por un sueño, conducido por Gisela Valcárcel (donde resultó ganador tras tres meses de competencia), El show de los sueños, y los años siguientes en dos ediciones de El gran show, de América Televisión. En 2010, Alcántara protagonizó la miniserie Broders.
En febrero de 2011 estuvo en el Festival Internacional del Humor organizado por la cadena Caracol de Colombia.
Alcántara estuvo en la película Asu Mare, filmada a fines de 2012 y estrenada el 11 de abril de 2013 a nivel nacional en Perú, producida por Tondero Films, dirigida por Ricardo Maldonado e inspirada en su show unipersonal del mismo nombre. Batió récord de espectadores en su estreno en Perú. Considerada un éxito de taquilla nacional, terminó su primera semana en cartelera superando el millón de espectadores. Se convirtió en la cinta que más rápido alcanzó esa cifra de espectadores en el país y la cinta peruana más vista. Luego de superar los dos millones de espectadores, la cinta se convirtió en la más vista de todos los tiempos de su país.
En 2014, estuvo en la película A los 40 dirigida por Bruno Ascenzo.
Ese mismo año, prestó su voz para el doblaje latinoamericano de la película Los pingüinos de Madagascar estrenada el verano de 2015, teniendo como personaje a Dave un pulpo enemigo de Skipper.
Alcántara anunció la segunda parte de Asu Mare para el 2015. La película se estrenó el 9 de abril de 2015, logrando convertirse en la más vista de la historia del cine peruano: cruzó la barrera de los 2 millones de espectadores. La cinta sumó un total de 2,087,944 de asistentes en apenas 13 días y también se posicionó como la tercera película más vista del país (detrás de Asu Mare y La Era de Hielo 4). También estuvo en la película Perro guardián.

## Vida personal
Alcántara tiene tres hijos, Gianfranco, Lorenzo y Diego con Jossie Lindley. Lorenzo fue diagnosticado con autismo. Luego de 17 años de convivencia, Alcántara se casó en 2010 con Lindley.

## Televisión

### Series y telenovelas
- Barragan (1983)
- Solo por ti (1987)
- El hombre que debe morir (1989)
- Mala mujer (1992)
- El ángel vengador: Calígula (1993)
- Obsesión (1996) como Samuel Iturrino.
- Campaneando (1997) como "edu el mimo"
- Pisco Sour (1996)
- Patacláun (1997-1999) como Machín/ Don Carlos/ Nandito.
- Cosas del amor (1998)
- Pobre diabla (2000) como Ramón Pedraza.
- Cazando a un millonario (2001) como Nero.
- Sarita Colonia (2001)
- Carita de atún (2003-2004) como Ángel/El Argentino/ José Francisco "Pepe Pancho" /(Don Trinquetes).
- El santo convento (2007-2008) como Don Carlos.
- Taxi Driver (2014) (serie para YouTube en el canal del banco BBVA Continental) como Taxista.

### Series
- Barragán
- Lobos de mar (2005) como Leonardo Oviedo.
- La gran sangre (2006) como "El Dragón".
- La gran sangre 2: contra Las diosas malditas (2006) como "El Dragón".
- La gran sangre 3: el encuentro final (2006) como "El Dragón".
- Golpe a golpe (2007) como "El Dragón" (cameo en el primer capítulo).
- Broders (2010) como Charly González.
- Grau, caballero de los mares (2014) como "Miguel Grau".
- El día de mi suerte [4 episodios]  por Movistar series

### Programas
- Yan Ken Po (1990), coconductor. (América Televisión)
- Locademia de TV (1993), coconductor. (TV Perú)
- Lima limón (2005), coconductor. (América Televisión)
- Bailando por un sueño (2008), ganador de la primera temporada. (Panamericana Televisión)
- El show de los sueños (2009), miembro de jurado de baile. (América Televisión)
- El gran show (2010-2011), miembro de jurado de baile. (América Televisión)
- Pequeños gigantes (2013), juez invitado. (América Televisión)
- Yo soy (2013), invitado especial (1 episodio). (Latina Televisión)
- Showbiz (2013), entrevistado. (CNN en español)[34][35]

## Películas
- Los 7 pecados capitales (1981)
- Nunca más, lo juro (1991)
- Muerto de amor (2002)

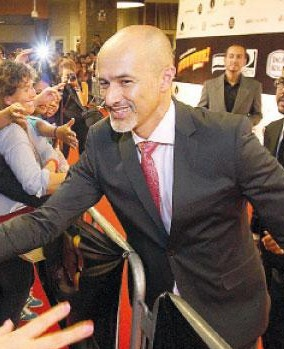
Alcántara en el preestreno de la película ¡Asu mare!, protagonizada por él. (2013)

- Ojos que no ven (2003) como Martín Chauca.
- Polvo enamorado (2003) como Hernando.
- Un marciano llamado deseo (2003) como señor en la embajada.
- Doble juego (2004) como Miguelón.
- La gran sangre, la película (2007) como Dragón.
- Asu mare (2013) como Él mismo y también coproductor y coguionista.
- A los 40 (2014) como Luis Miguel Corrales.
- Secreto Matusita (2014) como el padre Jiménez.
- Perro guardián (2014) como Perro.
- José 1823 (2014) como Simón Bolívar
- Los pingüinos de Madagascar (2014) como Pulpo Dave (doblaje hispanoamericano).
- Asu mare 2 (2015), secuela, como Él mismo (también coproductor y coguionista).
- Lusers (2015), como Edgar (también productor).
- Siete semillas (2016), como Ignacio Rodríguez.
- Cebiche de tiburón (2016), como el Narrador.
- El gran León (2017), como León Godoy.
- El sistema solar (2017), como Papá Noel.
- Locos de amor 2 (2018), como Vicente.[36]
- Perdida (2018) como Adalberto.
- Asu mare 3 (2018) como Él mismo.
- Dedicada a mi ex (2019)
- El refugio (2021)
- Igualita a mí (2022) como Freddy.
- El Año del Tigre (2023) como Samsa.
- ¡Asu mare! Los amigos (2023) como director.

## Teatro
- Los tres mosqueteros (1987) como Aramis.
- Saltimbanquis (1989) como El Perro.
- Pataclaun en la ciudad (1993)
- Pataclaun en...rollado (1994)
- Pataclaun busca pareja (1996)
- Pataclaun en...venta (2000)
- El código Carlinchi (2005), show unipersonal.
- Asu Mare (2007–2011), show unipersonal.
- Cachineando (2014), show unipersonal.

## Imagen
Alcántara estuvo en diversos spots publicitarios para la marca Cerveza Brahma en Perú, participando en casi todos los comerciales televisivos del producto.

## Premios y nominaciones
| Año  | Premiación                   | Categoría         | Trabajo        | Resultado | Ref.   |
| ---- | ---------------------------- | ----------------- | -------------- | --------- | ------ |
| 2007 | Premios Luces de El Comercio | Mejor actor de TV | La gran sangre | Ganador   | [ 38 ] |
| 2013 | Premios Luces de El Comercio | Figura del año    | Él mismo       | Ganador   | [ 39 ] |
| 2013 | Premios Luces de El Comercio | Mejor actor       | Asu Mare       | Ganador   | [ 39 ] |
| 2014 | Premios Luces de El Comercio | Mejor actor       | Perro guardián | Ganador   | [ 40 ] |
| 2015 | Festival de cine de Málaga   | Mejor actor       | Perro guardián | Ganador   | [ 41 ] |
| 2016 | Premios Luces de El Comercio | Mejor actor       | Siete semillas | Ganador   | [ 42 ] |
| 2018 | Premios Luces de El Comercio | Mejor actor       | ¡Asu mare! 3   | Ganador   | [ 43 ] |

Otros premios
- Alcántara recibió un premio por parte de Indecopi, por emplear exitosamente las herramientas de la propiedad intelectual en Asu Mare.[44]

- Peruvian American National Council (PANC) condecoró al actor por su destacado aporte al crecimiento del cine nacional.[45]